# 소닉 클래식 컬렉션
소닉 클래식 컬렉션(Sonic Classic Collection)은 크리에이티브 어셈블리가 개발하고 세가가 닌텐도 DS 전용으로 출시한 2010년 비디오 게임 모음집이다. 여기에는 원래 메가 드라이브용으로 출시된 네 가지 주요 소닉 더 헤지혹 플랫폼 게임인 소닉 더 헤지혹 (1991년 비디오 게임)(1991), 소닉 더 헤지호그 2(1992), 소닉 더 헤지호그 3(1994), 소닉 & 너클즈(1994)가 포함되어 있다. 출시 후 소닉 클래식 컬렉션은 엇갈린 평가를 받았다.

## 개요
소닉 클래식 컬렉션에는 소닉 더 헤지혹, 소닉 더 헤지혹 2, 소닉 더 헤지혹 3, 소닉 앤 너클즈가 포함되어 있다. 오리지널 소닉 앤 너클즈 카트리지(소닉 더 헤지호그 2, 소닉 3와 너클즈의 너클)의 잠금 모드가 완벽하게 구현되고 플레이 가능하다. 원래 게임에는 없었던 기능인 언제든지 저장하는 기능도 있다. 주요 게임과 함께 소닉 시리즈의 캐릭터 작품 갤러리를 볼 수 있다.

## 평가
| 평가 |        |
| --- | ------ |
| 통합 점수 통합사 점수 메타크리틱 70/100 [ 1 ] 평론 점수 평론사 점수 게임스레이더+ [ 2 ] IGN 7/10 [ 3 ] 닌텐도 라이프 [ 4 ] VideoGamer.com 8/10 [ 5 ] |        |
| 통합 점수 |        |
| 통합사 | 점수   |
| 메타크리틱 | 70/100 |
| 평론 점수 |        |
| 평론사 | 점수   |
| 게임스레이더+ | [ 2 ]  |
| IGN | 7/10   |
| 닌텐도 라이프 | [ 4 ]  |
| VideoGamer.com | 8/10   |